# Dominique Vallée
Dominique Vallée (ur. 9 kwietnia 1981 w Montrealu) – kanadyjska snowboardzistka, brązowa medalistka mistrzostw świata.

## Kariera
Po raz pierwszy na arenie międzynarodowej pojawiła się 14 marca 1998 roku w Mont-Sainte-Anne, gdzie w zawodach FIS Race zajęła 9. miejsce w halfpipe’ie. W zawodach Pucharu Świata zadebiutowała 31 stycznia 1999 roku w tej samej miejscowości, zajmując 15. miejsce w tej konkurencji. Tym samym już w swoim debiucie wywalczyła pierwsze pucharowe punkty. Na podium zawodów tego cyklu po raz pierwszy stanęła 9 grudnia 2001 roku w Whistler, kończąc rywalizację w halfpipe’ie na trzeciej pozycji. W zawodach tych wyprzedziły ją jedynie dwie Japonki: Yoko Miyake i Michiyo Hashimoto. Było to jej jedyne podium w zawodach tego cyklu. Najlepsze wyniki osiągnęła w sezonie 2002/2003, kiedy to zajęła 13. miejsce w klasyfikacji generalnej.
Jej największym sukcesem jest brązowy medal w snowcrossie zdobyty na mistrzostwach świata w Madonna di Campiglio w 2001 roku. Uplasowała się tam za dwoma Francuzkami: Karine Ruby i Emmanuelle Duboc. Była też między innymi czwarta w halfpipe’ie na mistrzostwach świata w Kreischbergu w 2003 roku, gdzie walkę o podium przegrała z Fabienne Reuteler ze Szwajcarii. W 2006 roku wystartowała na igrzyskach olimpijskich w Turynie, gdzie zajęła 21. miejsce w halfpipe’ie i 19. miejsce w snowcrossie.
W 2010 roku zakończyła karierę.

## Osiągnięcia

### Igrzyska olimpijskie
| Miejsce | Dzień     | Rok  | Miejscowość | Konkurencja    | Zwyciężczyni  |
| ------- | --------- | ---- | ----------- | -------------- | ------------- |
| 21.     | 13 lutego | 2006 | Turyn       | Halfpipe       | Hannah Teter  |
| 19.     | 17 lutego | 2006 | Turyn       | Snowboardcross | Tanja Frieden |

### Mistrzostwa świata
| Miejsce | Dzień       | Rok  | Miejscowość          | Konkurencja    | Zwyciężczyni       |
| ------- | ----------- | ---- | -------------------- | -------------- | ------------------ |
| 31.     | 27 stycznia | 2001 | Madonna di Campiglio | Halfpipe       | Doriane Vidal      |
| 3.      | 28 stycznia | 2001 | Madonna di Campiglio | Snowboardcross | Karine Ruby        |
| 4.      | 16 stycznia | 2003 | Kreischberg          | Halfpipe       | Doriane Vidal      |
| 15.     | 19 stycznia | 2003 | Kreischberg          | Snowboardcross | Karine Ruby        |
| 23.     | 16 stycznia | 2005 | Whistler             | Snowboardcross | Lindsey Jacobellis |
| 11.     | 22 stycznia | 2005 | Whistler             | Halfpipe       | Doriane Vidal      |
| 15.     | 14 stycznia | 2007 | Arosa                | Snowboardcross | Lindsey Jacobellis |
| 16.     | 18 stycznia | 2009 | Gangwon              | Snowboardcross | Helene Olafsen     |

### Puchar Świata

#### Miejsca w klasyfikacji generalnej
- sezon 1998/1999: 124.
- sezon 1999/2000: 61.
- sezon 2000/2001: 64.
- sezon 2001/2002: 17.
- sezon 2002/2003: 13.
- sezon 2003/2004: 14.
- sezon 2004/2005: –
- sezon 2005/2006: 43.
- sezon 2006/2007: 55.
- sezon 2007/2008: 62.
- sezon 2008/2009: 76.
- sezon 2009/2010: 91.

#### Miejsca na podium
1. Whistler – 9 grudnia 2001 (halfpipe) – 3. miejsce